# Phaedropsis leialis
Phaedropsis leialis là một loài bướm đêm trong họ Crambidae.